# Miss Azerbaigian
Miss Azerbaigian (Мiss Azerbaycan) è un concorso di bellezza per le donne non sposate in Azerbaigian, che si tiene dal 1997, benché molte edizioni non sono state svolte. Le vincitrici del concorso hanno la possibilità di rappresentare il proprio paese in vari concorsi internazionali come Miss Universo e Miss Intercontinental.

## Albo d'oro
| Anno | Nome            | Nome (Internaz.)  | Nome (Russo)    |
| ---- | --------------- | ----------------- | --------------- |
| 2002 | Samirə Rəsulova | Samira Rasulova   | Самира Расулова |
| 2005 | Əminə Cəmərdova |                   |                 |
| 2006 | Şövkət Qasımova | Shovkiat Kasimova | Шовкят Касимова |